# Órbita altamente elíptica

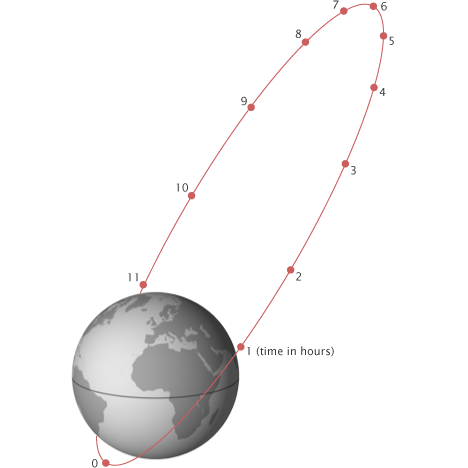
Órbita Mólniya para cubrir al hemisferio norte.

Una órbita altamente elíptica u órbita muy elíptica (HEO, por las siglas del inglés Highly Elliptical Orbit) es una órbita elíptica con una alta excentricidad y, normalmente, geocéntrica.
Algunos conocidos ejemplos de órbitas HEO inclinadas son las órbitas Mólniya y las órbitas Tundra.
Tales órbitas inclinadas extremadamente alargadas tienen la ventaja de ofrecer largos tiempos de permanencia en cierto punto del cielo, al acercarse el satélite al apogeo y luego al descender desde éste. Cuando los satélites se mueven cerca del apogeo, desde tierra parecen moverse muy lentamente y permanecen a gran altitud durante largos períodos de tiempo sobre determinadas zonas terrestres de alta latitud. Esto hace que estas órbitas elípticas sean especialmente útiles para satélites de comunicaciones, ya que los tradicionales satélites de comunicaciones geoestacionarios no cubren dichas altas latitudes.

## Trayectoria terrestre
En las órbitas HEO, la trayectoria terrestre suele formar un pequeño bucle allá donde el satélite se encuentra cerca de su apogeo.

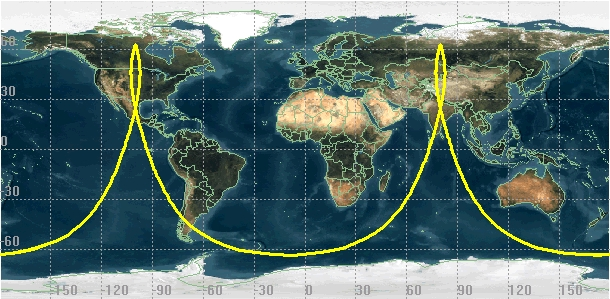
Trayectoria terrestre de una órbita Mólniya particular para cubrir a Rusia y a Estados Unidos.

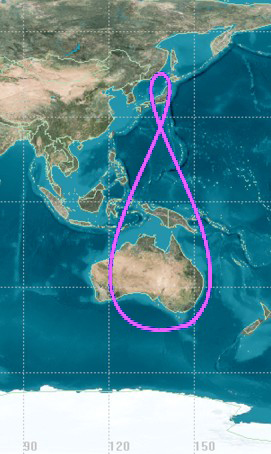
Trayectoria terrestre de una órbita QZSS para cubrir especialmente a Japón.